# Осаму Јамаџи
Осаму Јамаџи (јап. 山路 修; 31. август 1929 — Јокохама, 26. јануар 2021) био је јапански фудбалер.

## Каријера
Током каријере играо је за Сумитомо.

## Репрезентација
За репрезентацију Јапана дебитовао је 1954. године.

## Статистика
| Јапан  | Јапан | Јапан |
| Год.   | Ута.  | Гол.  |
| ------ | ----- | ----- |
| 1954   | 1     | 0     |
| Укупно | 1     | 0     |